# Ephebopus rufescens
Ephebopus rufescens är en spindelart som beskrevs av West och Marshall 2000. Ephebopus rufescens ingår i släktet Ephebopus och familjen fågelspindlar.
Artens utbredningsområde är Franska Guyana. Inga underarter finns listade i Catalogue of Life.